# Jean Eyeghe Ndong
Jean Eyeghe Ndong (Libreville, 12 de febrero de 1946) es un político gabonés. 
Antiguo miembro del Partido Democrático Gabonés, se desempeñó como primer ministro del país desde el 20 de enero de 2006 hasta el 17 de julio de 2009, cuando dejó el cargo para preparar su candidatura a las elecciones presidenciales.

## Carrera
Ganó un escaño en la Asamblea Nacional de Gabón en 1996 como candidato del PDG. Sin embargo, al ser nombrado Secretario de Estado en el Ministerio de Finanzas no tomo acta de diputado hasta su exclusión en el gobierno liderado por Jean-François Ntoutoume Emane en 1999. En las elecciones de 2001 perdió su escaño ante Paul M'ba Abessole de la Agrupación Nacional de Leñadores. En las elecciones locales de 2002 fue elegido consejero y seguidamente senador. Más adelante se convirtió en Secretario de Privatizaciones bajo la autoridad del Ministerio de Finanzas.
En enero de 2006, un día después de que el presidente Omar Bongo tomara posesión para un nuevo mandato, Eyeghe Ndong fue nombrado primer ministro. Su primer gobierno estuvo formado por 49 personas, entre ellos doce mujeres. En octubre de ese mismo año se convirtió en el vicepresidente del Partido Democrático. En diciembre tuvieron lugar unas nuevas elecciones parlamentarias, en las que el PDG amplió su ventaja, obteniendo 98 de los 120 diputados. Tras las elecciones, el gobierno de Eyeghe Ndong dimitió en pleno para que el presidente volviera a depositar su confianza en ellos. De esta forma, el 25 de enero de 2007, Eyeghe Ndong lideró su segundo gobierno.